# Park Tower (Tampa)
Park Tower (anteriormente conocido como First Financial Tower y como Lykes Tower) es un rascacielos ubicado en el centro de la ciudad de Tampa, en el estado de Florida. Es la primera torre de gran altura de la ciudad. En el momento de su finalización en noviembre de 1973, era el más alto de Florida y actualmente es el sexto más alto en Tampa. Con 36 pisos y 139,6 metros de altura, fue el edificio más alto de Tampa hasta que se construyó One Tampa City Center en 1981.

## Descripción
El primer rascacielos de Tampa, el edificio estaba destinado a impulsar la remodelación en el centro de la ciudad.  Superó al Franklin Exchange Building en 1972 como el edificio más alto de Tampa, y fue el más alto de la ciudad hasta la finalización de One Tampa City Center en 1981. Los primeros siete pisos de estacionamiento del edificio componen la base de la torre.
El interior fue remodelado y en 1997 el letrero de Lykes se montó en la parte superior de la torre. A su vez, la entrada principal inicialmente estaba orientada hacia el norte, pero cuando el énfasis de a ciudad se movió hacia el sur, esta se movió hacia el este.

## Galería

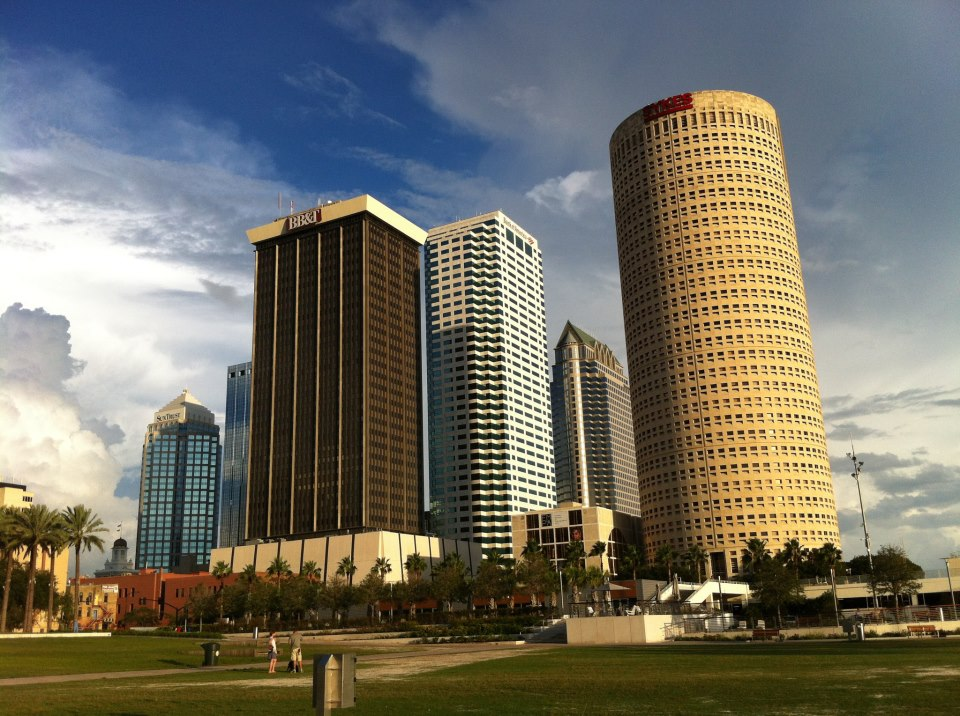
La Park Tower en el skyline de Tampa
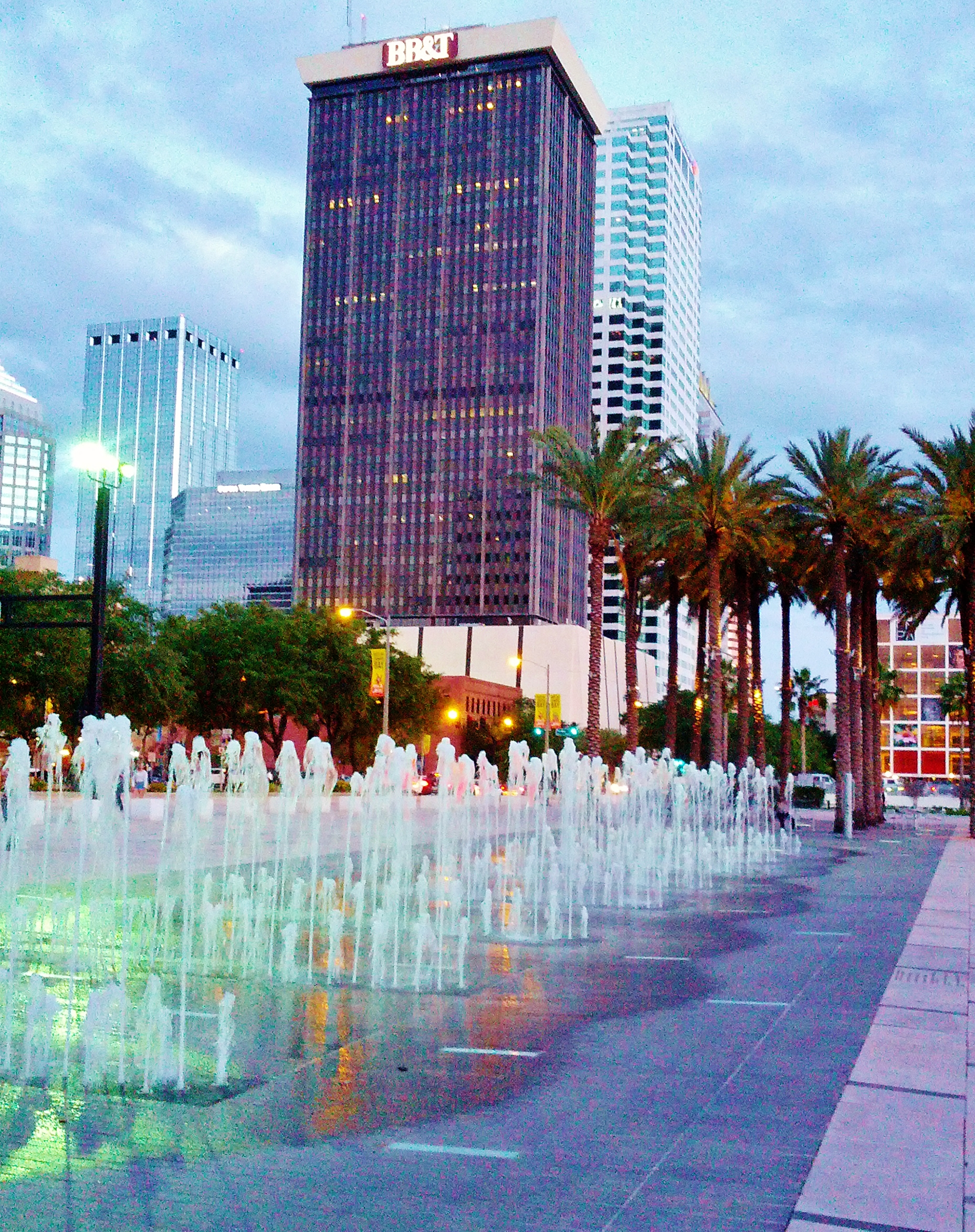
La Park Tower desde el Curtis Hixon Park
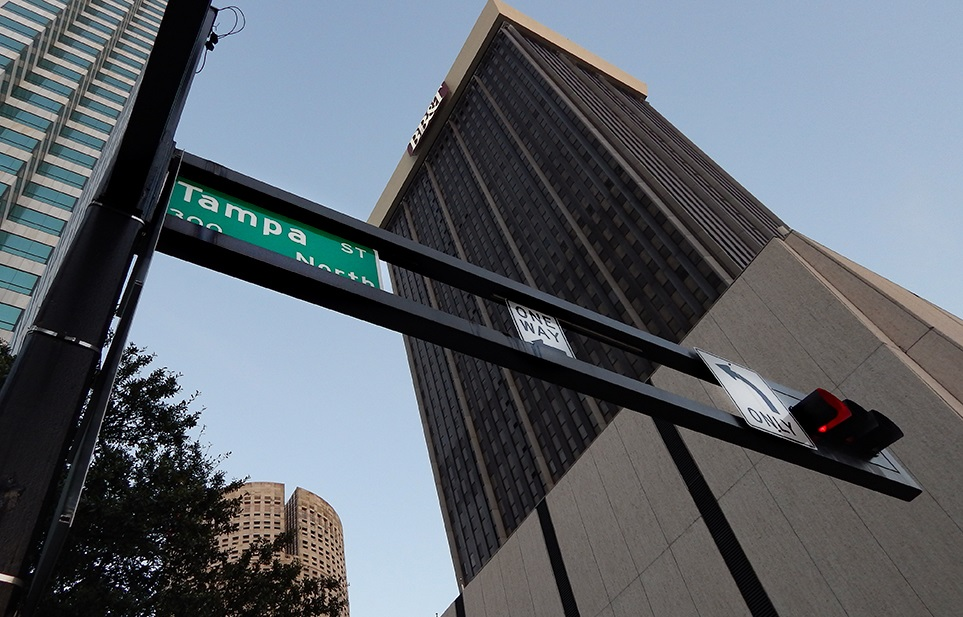
La Park Tower en contrapicado